# Пак (супутник)
Пак, або Пук, також Уран XV (англ. Puck) — внутрішній супутник планети Уран.
Був відкритий 30 грудня 1985 року за знімками, зробленими космічним апаратом «Вояджер-2», і отримав тимчасове позначення S/1985 U 1. Названий за ім'ям ельфа з кельтської міфології та англійського фольклору, який є персонажем у п'єсі Шекспіра «Сон літньої ночі».
Пак — найбільший з внутрішніх супутників Урана. За розмірами він займає проміжне положення між Порцією і Мірандою, яка є найменшою з п'яти великих супутників. Орбіта Пака також пролягає між двома цими супутниками, точніше між кільцем планети ε та Мірандою. За винятком орбіти, радіуса 81 км та геометричного альбедо 0,11, про Пак майже нічого невідомо.
Серед відкритих «Вояджером-2» супутників лише Пак вдалося виявити досить рано, щоб устигнути переналаштувати апарат для детальнішого фотографування. Пак має злегка витягнуту форму зі співвідношенням поперечного розміру до поздовжнього 0,97 ± 0,04. Його поверхня густо вкрита кратерами і має сірий колір. Три кратери на поверхні Пака отримали власні назви. Дослідження космічним телескопом «Габбл» і великими наземними телескопами виявили у спектрі Пака лінії поглинання водяного льоду.